# 蛋白胺基酸

蛋白氨基酸（左下黄圈内所示）是所有氨基酸的一小部分

蛋白胺基酸（proteinogenic amino acids）是指在翻譯期間被生物合成併入蛋白質的α-氨基酸，除了属于仲胺（环状氨基酸，旧称为亞胺酸）的脯胺酸以外都是伯胺。
术语 proteinogenic 义为“蛋白質生成”。在已知的生命中，有22種遺傳編碼（蛋白質）胺基酸，20種在標準遺傳密碼中，另外2種可以通過特殊的翻譯機制來引入。
相反的，非蛋白胺基酸則是指在蛋白質內找不到（如肉碱、GABA和L-DOPA），或沒有被標準遺傳密碼編碼（如羥脯胺酸和硒甲硫氨酸）的其他胺基酸。後者通常源自於蛋白質的轉譯後修飾作用。
對於生物缺少將某些非蛋白胺基酸（如鳥氨酸和高丝氨酸）組進蛋白質內的功能，是有著很清楚的根本因素；如前面所舉的兩個胺基酸就會环化肽主链，并以相对较短的半衰期将蛋白质片段化。

## 结构

21种蛋白胺基酸的结构、命名以及酸度係數

## 外部連結
- The origin of the single-letter code for the amino acids （页面存档备份，存于）